# Summer Rain (bài hát của GFriend)
"Summer Rain" (tiếng Hàn: 여름비; Romaja: Yeoreumbi) là một bài hát của nhóm nhạc nữ Hàn Quốc GFriend trong album tái phát hành của nhóm, Rainbow. Bài hát được phát hành vào ngày 13 tháng 9 năm 2017, thông qua Source Music.

## Mô tả
Bài hát được mô tả bởi Tamar Herman của Billboard, là "một trong những bài hát êm dịu nhất của nhóm cho đến nay", "pha trộn new jack swing với các bản tổng hợp lấp lánh tượng trưng của nhóm nhạc nữ K-pop để tạo ra một bản nhạc phù hợp theo mùa". Nó đã được ghi nhận rằng các bài hát mẫu nhạc cụ được lấy từ "Dichterliebe Op. 48:1" của Robert Schumann, và lồng xen kẽ chúng với nhịp đập.

## Tác động thương mại
Bài hát đã ra mắt và đạt vị trí số 11 trên Gaon Digital Chart, trên bảng xếp hạng từ ngày 10 đến 16 tháng 9 năm 2017, với 72,272 lượt tải xuống được bán và 1,175,887 lượt nghe trực tuyến. Trong tuần thứ hai, bài hát đã rơi xuống vị trí số 26 và xuống vị trí số 41 trong tuần thứ ba. Nó cũng ra mắt ở vị trí thứ 30 trên K-pop Hot 10 của Billboard Hàn Quốc. Trong tuần thứ hai, bài hát đã đạt đến vị trí số 21.
Bài hát ra mắt ở vị trí số 36 trên bảng xếp hạng cho tháng 9 năm 2017, với 154,431  lượt tải xuống và 4,324,847 lượt nghe trực tuyến.

## Video âm nhạc
Một video âm nhạc cho bài hát đã được phát hành vào ngày 13 tháng 9 năm 2017. Video âm nhạc có sự tham gia của các thành viên trong nhóm trong bối cảnh mưa, xen kẽ với các cảnh nhảy. Billboard lưu ý rằng trang phục của video "trả lại cho GFriend một bộ đồng phục trường học dịu dàng hơn, nữ tính hơn, mang đến sự trưởng thành hơn so với các phong cách trước đây của họ."

## Biểu diễn trực tiếp
Nhóm đã biểu diễn sân khấu trở lại đầu tiên trên M Countdown của Mnet vào ngày 14 tháng 9 năm 2017. Nhóm tiếp tục biểu diễn trên Music Bank của KBS vào ngày 15 tháng 9.

## Bảng xếp hạng
| Bảng xếp hạng (2017)     | Vị trí cao nhất |
| ------------------------ | --------------- |
| Hàn Quốc (Gaon)          | 11              |
| Hàn Quốc (K-pop Hot 100) | 21              |

## Giải thưởng

### Chương trình âm nhạc
| Tên chương trình   | Ngày phát sóng   |
| ------------------ | ---------------- |
| The Show (SBS MTV) | 19 tháng 9, 2017 |
| M Countdown (Mnet) | 21 tháng 9, 2017 |